# Подавление недоверия
Подавление недоверия (англ. suspension of disbelief), намеренное подавление недоверия — понятие, введённое в 1817 г. поэтом и философом эстетики Сэмюэлом Кольриджем, который предположил, что если писатель привносит в выдуманную историю «человеческий интерес и подобие истины», то читатель воздержится от критических суждений относительно неправдоподобности событий и примет условность повествования. Подавление недоверия, психологическое принятие изображаемого мира как реального в данных условиях — условие нормального восприятия многих жанров литературы: беллетристики, комедии, фэнтези и ужасов. На русский язык в разных источниках термин переводится как «(временный/ая/ое) отказ от/приостановка/подавление неверия/недоверия/сомнений» в различных сочетаниях. В театральном искусстве и кинематографе принят термин «вера в предлагаемые обстоятельства».
Выражение стало использоваться в конце XX века более широко, часто подразумевая, что достижение упомянутого подавления — дело читателя, а не писателя. Оно может использоваться для отсылки к готовности аудитории не замечать ограничений промежуточной среды (киноэкрана, монитора, языка повествования), так, что эти ограничения не влияют на восприятие художественных предпосылок. Эти предпосылки не противоречат участию разума и могут предполагать мысли, идеи, искусство и концепции.
Пример (из Л. Толстого) отсутствия подавления недоверия по отношению к оперному представлению и непонимания драматических условностей приводит В. Шкловский в своей статье об остранении:

На сцене были ровные доски посередине, с боков стояли крашеные картоны, изображающие деревья, позади было протянуто полотно на досках. В середине сцены сидели девицы в красных корсажах и белых юбках. Одна, очень толстая, в шёлковом белом платье, сидела особо, на низкой скамеечке, к которой был приклеен сзади зелёный картон. Все они пели что-то. Когда они кончили свою песню, девица в белом подошла к будочке суфлёра, и к ней подошёл мужчина в шёлковых в обтяжку панталонах на толстых ногах, с пером и кинжалом и стал петь и разводить руками.
Мужчина в обтянутых панталонах пропел один, потом пропела она. Потом оба замолкли, заиграла музыка, и мужчина стал перебирать пальцами руку девицы в белом платье, очевидно выжидая опять такта, чтобы начать свою партию вместе с нею. Они пропели вдвоём, и все в театре стали хлопать и кричать, а мужчина и женщина на сцене, кланяться.
Подавление недоверия часто является основным элементом фокуса или в цирковых представлениях. Например, зрители не верят, будто женщину в самом деле распиливают напополам или она превращается в гориллу, но это не мешает им наслаждаться выступлением.

## Оригинальная формулировка Кольриджа
Кольридж употребил эту фразу в своей Biographia Literaria, изданной в 1817 г., в контексте создания и чтения стихов. В главе XIV описывается их с Вордсвортом подготовка революционного совместного сборника «Лирические баллады» (1798 г.). Вордсворт писал в этот сборник лирические стихотворения на темы из повседневной жизни, а Кольридж — баллады на экзотические сюжеты, в частности, знаменитое «Сказание о старом мореходе». Поэзия и беллетристика про сверхъестественное в XVIII веке уже в значительной степени вышли из моды, в частности, из-за того, что образованные классы приняли рациональный подход к миру, предлагаемый новой наукой, и стали меньше верить в ведьм и сверхъестественные явления. Так, например, Александр Поуп чувствовал необходимость объяснить и обосновать использование духов стихий в своей «The Rape of the Lock», одной из немногих английских поэм того времени, прибегающей к сверхъестественному. Кольридж хотел возродить использование в поэзии фантастического элемента. Концепция «добровольного подавления недоверия» объясняла, как современный просвещённый читатель может продолжать наслаждаться такого типа историями.
Кольридж вспоминал (пер. В. Рогова):
«… как мы уговорились, я должен был направить мои усилия на лица и характеры сверхъестественные или по крайней мере романтические; при этом следовало наделить эти призраки воображения человекоподобием и убедительностью, чтобы вызвать у читателей ту готовность к временному отказу от недоверия, которая и составляет поэтическую веру. Мистер Вордсворт со своей стороны поставил целью придать прелесть новизны повседневному и возбудить чувства, аналогичные восприятию сверхъестественного, пробуждая сознание от летаргии обыденности и направляя его на восприятие красоты и чудес мира, лежащего перед нами …»
Такой взгляд на восприятие текста аудиторией так или иначе признавался и в античности, что видно, в частности, из теоретических соображений Горация, который также жил в эпоху роста недоверия к сверхъестественному, в его Ars Poetica.

## Примеры в литературе
Подавление недоверия иногда считается основным компонентом живого театра и явно осознавалась Шекспиром, который отсылает к ней в Прологе пьесы «Генрих V» (пер. Евгении Бируковой):
«[…]
 Позвольте ж нам, огромной суммы цифрам,
 В вас пробудить воображенья власть
 […]
 Восполните несовершенства наши,
 Из одного лица создайте сотни
И силой мысли превратите в рать
 […]
 Паря над временем, сгущая годы
 В короткий час.»
См. также Театральная условность.
Подавление недоверия упоминает Х. Л. Борхес в своём коротком рассказе «Смешное наваждение», где он с её помощью объясняет слабый вариант двоемыслия — такое восприятие поступков власти, при котором население не обращает внимания на расхождение между декларируемой и актуальной её деятельностью.
Виктор Пелевин в романе «S.N.U.F.F» так описывал роль подавления недоверия в восприятии кино: «Древние книги говорили – чтобы попасть под власть кино, человек должен шагнуть ему навстречу. Он должен совершить действие, которое называлось на церковноанглийском «suspend disbelief» – «отбросить недоверие». Зритель как бы соглашался: «я на время поверю, что это происходит в действительности, а вы возьмёте меня в волнующее удивительное путешествие». Пока у магов древности была сила, всё получалось. Но потом общественный договор потерял силу и здесь».

## В популярной культуре
Теория, оперирующая с данным термином, утверждает, что подавление недоверия — основной элемент любого вида повествования. При просмотре фильма зрителю приходится игнорировать реальность того, что он видит двумерное движущееся изображение на экране, и для получения удовольствия он должен временно принимать это изображение за реальность. Чёрно-белые фильмы дают очевидные более ранние примеры подавления недоверия. За исключением совершенных дальтоников (см. ахроматопсия), никто не видит мир монохромно, однако если зритель желает получить от просмотра удовольствие, он подавляет своё недоверие.
Один из наиболее распространённых примеров подавления недоверия — восприятие языка. На практике драмы, как правило, разыгрываются на языке целевой аудитории независимо от их контекста. Так, практически в каждом фильме или телесериале, созданной в англоязычной стране, есть персонажи, говорящие на английском языке вне зависимости от языковой среды повествования. Иностранный язык возникает обычно лишь для создания драматического эффекта. Эта практика настолько распространена, что подавление недоверия здесь — почти автоматическая реакция аудитории, кроме, возможно, некоторых редчайших случаев.
Подавление недоверия также необходимо для адекватного восприятия большинства фильмов и телешоу со сложными трюками, спецэффектами и слабореалистичными сюжетами, персонажами и т. п. Данная теория претендует на объяснение того, почему множество фанатов боевиков готовы некритически воспринимать многие жанровые допущения, такие например, как то, что хорошему парню сходит с рук стрельба в общественных местах, у Рэмбо никогда не заканчиваются боеприпасы, у персонажей фильма «Безумный Макс» не кончается топливо и не выгорают шины, или автомобиль, который взрывается от меткого выстрела в бензобак (часто использующийся в боевиках элемент сюжета).
Подавление недоверия также необходимо в случаях, когда персонаж на протяжении сериала не должен стареть (потому что он вампир или вечен/бессмертен из-за какого-то сюжетного хода/способности персонажа), а играющий его актёр стареет — как это происходит в сериалах «Ангел» и «Горец». Другой пример — различные Терминаторы, которых играет Арнольд Шварценеггер, должны являться стандартными моделями одной и той же сборочной линии, однако первоначальный киборг из «Терминатора» 1984 г. выглядит заметно моложе, чем киборги с «тем же» органическим покрытием, которые появляются в сиквелах фильма 1991 и 2003 годов. В фильме 2015 г. снова присутствует компьютерная модель молодого Арнольда Шварценеггера.
Похожая проблема возникает в сериалах, особенно длящихся несколько сезонов («Санта-Барбара», «Богатые тоже плачут»), когда одного и того же персонажа играют несколько последовательно сменяющих друг друга актёров.
Во франшизе Three CSI зачастую предполагается, что результаты судебно-медицинской экспертизы получены сразу после её проведения; в действительности же время их ожидания может составить несколько месяцев. Кроме того, в реальности эксперты-криминалисты не отвечают за широкий спектр обязанностей полиции, как обычно показывается в шоу (расследование, арест, допрос и др.); они ограничиваются судебно-медицинскими и лабораторными исследованиями; сериал же может заставить зрителей поверить, что криминалисты несут полную ответственность за всё расследование, в том числе за арест.
Все нарративы с куклами или мультипликационными персонажами также очевидным образом требуют со стороны аудитории подавления недоверия, поскольку «актёры» — не живущие на самом деле люди. В «Маппет-шоу» отчётливо видны рычаги контроля над лапами Кермита, но предполагается, что зрители их игнорируют.

### Мультфильмы и комиксы
Хороший современный пример подавления недоверия — зрительское приятие того, что Супермен скрывает свою личность, просто надев пару очков, цивильную одежду и действуя в «кроткой» манере. Несмотря на смехотворность такой маскировки (хотя некоторые адаптации комикса пытаются придать ей некоторое правдоподобие, например, в фильме 1978 года Кларк Кент ведёт себя совсем не так, как Супермен), в телесериале «Приключения Супермена» этот абсурд был доведён до крайности. Лоис Лейн и Джимми Олсен постоянно подозревали Кларка Кента в том, что он Супермен, но когда у них перед глазами были очевидные доказательства — например, Кларк терял свои очки — они не видели сходства. (Актёры Ноэль Нил и Джек Ларсон в комментарии на DVD сказали, что их обычный ответ на вопросы об этом был «мы хотим сохранить наши рабочие места!»)
Может показаться странным, что хотя некоторых зрителей и ставила в тупик неубедительная маскировка Супермена, сама мысль о существовании сверхсущества, единственной слабостью которого был криптонит, их не смущала. Противники теории подавления недоверия могли бы указать на странность того, что хотя зрители принимают как базовые предпосылки способности Супермена и его уязвимости, постоянная неспособность нормальных в остальном персонажей распознать близкого коллегу только из-за незначительных изменений в одежде почему-то ими не принимается.
Гэри Ларсон обсуждает тот же вопрос в отношении к своей серии комиксов «The Far Side»; он обращает внимание на то, что ему пишут читатели и жалуются на то, что комар-самец упоминает о своей работе кровососа, в то время, как каждому известно, что кровь сосут самки, а не самцы; но тех же самых читателей не удивляет, что комары живут в квартирах, носят одежду и говорят по-английски.

### Видеоигры
Видеоигра, даже с реалистичными визуальными эффектами или сюжетом, как правило, требует подавления недоверия для объяснения её абстрактной механики, а также из-за технических ограничений. Среди примеров — умолчание о реальных человеческих потребностях персонажа, таких, как еда, питьё, гигиена или сон (но не восстановление здоровья). Персонаж способен непрерывно управлять транспортным средством без дозаправки, или выдерживать необычайные повреждения и выздоравливать без медицинской помощи, чтобы не прерывать процесс игры. Ситуация, когда игровой персонаж способен выполнять действия, в контексте игры смысла не имеющие, называется лудонарративный диссонанс.
В играх с поединками часто присутствуют магические элементы, такие, как, например, огненные шары, которые могут бросать персонажи, и которые стали неотъемлемой частью таких игр.
По самой своей природе игровые уровни, как правило, ограничены невидимыми стенами, не дающими игроку выходить из них, даже если формально это возможно. Такие игры, как многопользовательские шутеры от первого лица принудительно обеспечивают соблюдение границ уровня, заставляя игрока погибнуть при попытке выйти за его пределы (некоторые более поздние игры, однако, вынуждают игрока автоматически развернуться и вернуться обратно), или мгновенно погибнуть при падении в воду, не дав игроку даже шанса выплыть (например, некоторые эпизоды GTA и мн. др.) В противоположность этому, в некоторых играх падение в воду совершенно безопасно, тогда как в реальности оно могло бы оказаться смертельным (один из ярких примеров — Banjo-Kazooie).
Во многих видеоиграх (особенно ролевых) персонаж при каждой встрече с игроком говорит всегда одни и те же фразы. Некоторые видеоигры начинаются с обучения, в котором игрок учится играть. Обучение часто вплетается в повествование, ломая, таким образом, четвёртую стену. Игроку иногда даже присваивается статус персонажа или другого сверхъестественного существа, вошедшего в игровой мир.
Серия игр «Metal Gear» славится тем, что ломает во время игры четвёртую стену, например, во время борьбы с Психомантисом, экстрасенсом, который может читать сохранённые игроком данные.
Стратегические игры также полны такого рода подавления недоверия, например, в случаях, когда солдаты или граждане создаются немедленно, или когда некоторые работники делают одну и ту же работу в течение многих лет или веков.

## Примеры в политике
Термин использовался Хиллари Клинтон во время предварительных выборов президента США в 2008 г. Клинтон, по-видимому, считала, что отчёты генерала Петреуса об Ираке невероятны или не соответствуют истине, и использовала фразу «подавление недоверия» в широком смысле, в данном случае, подразумевая, что это необходимое условие для принятия его утверждений.

## Психология
Психологический обозреватель Норман Холланд предлагает следующее нейробиологическое объяснение. Когда мы слышим (или видим) повествование, наш мозг полностью переходит в режим восприятия. Он отключает системы, отвечающие за притворство или его планирование. Мы верим. У нас есть, согласно Кольриджу, «поэтическая вера». Поэтому людям и сложно распознавать ложь. Мы сначала верим, а потом нам приходится делать сознательное усилие, чтобы разувериться.
Только когда мы выходим из режима восприятия, чтобы обдумать то, что видели или слышали, мы оцениваем его истинностное значение. Просматривая фильм или читая рассказ, если мы действительно «внутри» него, «вовлечены», в психологических терминах, мы, как указывал ещё Иммануил Кант, «не заинтересованы». Мы реагируем чисто эстетически, без какой-либо цели. Мы просто наслаждаемся. Мы не выносим суждений о правдивости того, что воспринимаем, хотя, когда перестаём быть вовлечёнными и думаем об этом, прекрасно понимаем, что это вымысел.
Подавление недоверия используется также в контексте психического здоровья в книге Фрэнка Дефульгентиса «Flux» («Поток»). Это попытка описать феномен забывания иррациональных мыслей, связанный со случаями обсессивно-компульсивных расстройств. В книге автор противопоставляет «подавление недоверия» принуждению себя к забыванию, аналогично изолированию вируса. С её помощью можно позволить себе быть поглощённым внешней деятельностью, пока иррациональные мысли не исчезнут сами по себе.

## Критика
Как показывают примеры со способностями Супермэна и комиксами Гэри Ларсона, не самоочевидно, что подавление недоверия верно описывает восприятия искусства аудиторией. Если теория верна, то такое подавление в отдельных случаях высокоселективно (человек выбирает подавление недоверия к способности летать, но не подавляет его в отношении близоруких коллег Супермэна).
Эстетические философы в целом отвергают утверждение, что подавление недоверия точно характеризует отношения между людьми и «вымыслом». Кендалл Уолтон отмечает, что если бы зрители по-настоящему подавляли недоверие при просмотре фильмов ужасов и воспринимали бы их как истину, у них был бы более реалистический набор реакций. Например, они бы кричали: «Оглянись назад!» персонажу, которому грозит опасность, или вызывали бы полицию, когда видят на экране убийство.
Однако многие из этих критических замечаний просматривают тот факт, что первоначальное заявление Кольриджа было сформулировано в виде ограничительной оговорки. Формулировка «…ту готовность к временному отказу от недоверия, которая и составляет поэтическую веру» подразумевает, что существуют различные виды подавления недоверия, и уточняет, что поэтическая вера — только один из примеров более широкого класса. Не нужно сознательно верить, что персонаж фильма ужасов реальное лицо, чтобы, например, сознательно поверить, что персонаж смотрит именно на то здание, которое появляется в следующем кадре. Оба убеждения чаще всего равно ложны.
Не все авторы полагают, что подавление недоверия адекватно характеризует отношение аудитории к художественным произведениям искусства. Дж. Р. Р. Толкин в своём неоконченном эссе «О волшебной сказке» оспаривает это понятие, выбирая вместо него парадигму вторичной веры на основе внутренней непротиворечивости реальности. Толкин говорит, что, для того, чтобы история работала, читатель должен верить, что то, что он читает, правдиво в рамках вторичной реальности этого вымышленного мира. Сосредоточив внимание на создании внутренне непротиворечивого вымышленного мира, автор делает вторичную веру возможной. Толкин утверждает, что подавление недоверия необходимо только тогда, когда не удалось создать вторичную веру. С этого момента чары разрушаются, и читатель перестаёт быть погруженным в историю и должен делать сознательное усилие, чтобы подавить недоверие, либо окончательно разувериться в ней.